# 拉文纳主教座堂
44°24′56.31″N 12°11′45.44″E / 44.4156417°N 12.1959556°E
我主复活主教座堂（Cattedrale metropolitana della Risurrezione di Nostro Signore Gesù Cristo）是天主教拉韦纳-切尔维亚总教区的主教座堂 ，位于意大利拉文纳。
目前的巴洛克建筑建于18世纪。
1960年，教宗将其升格为宗座圣殿。

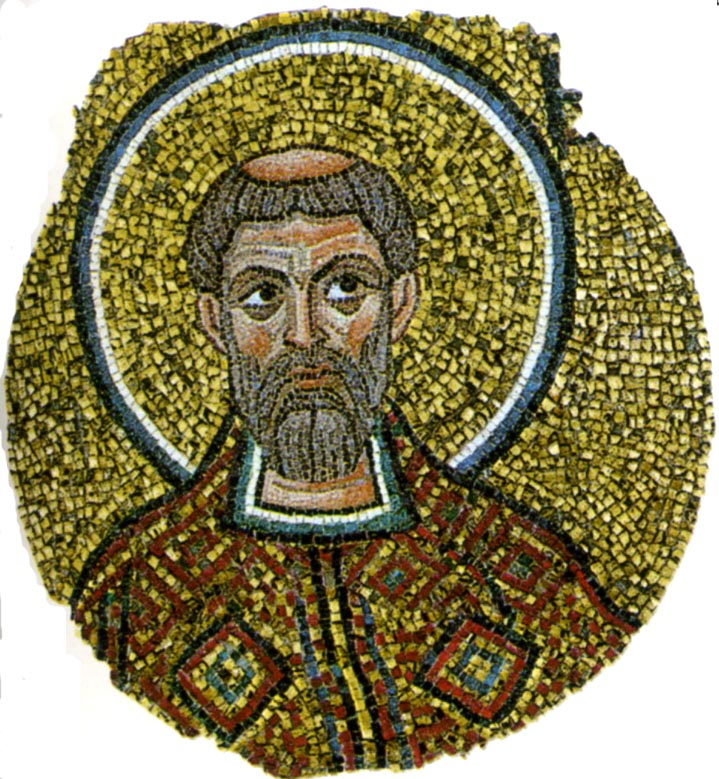
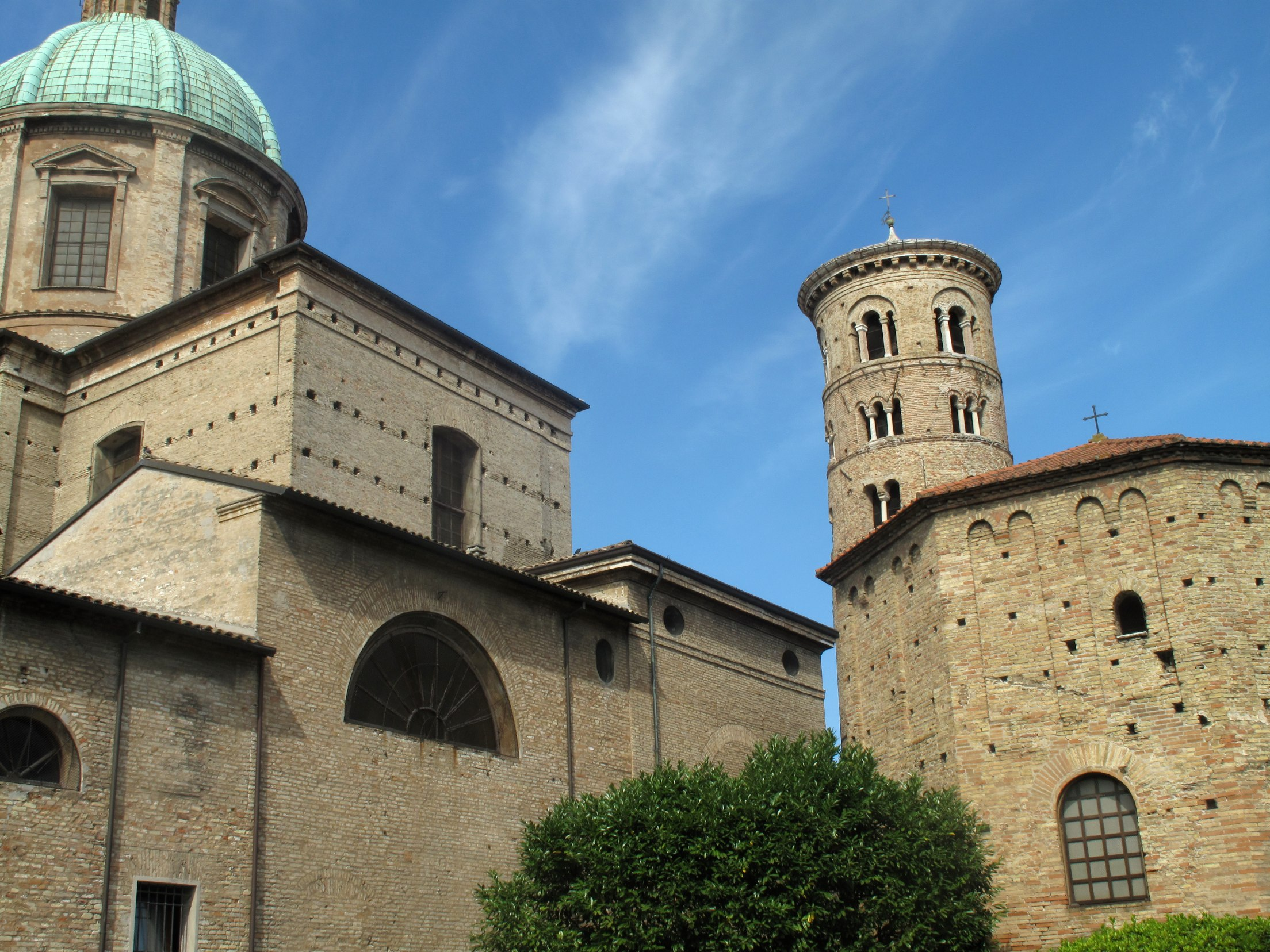
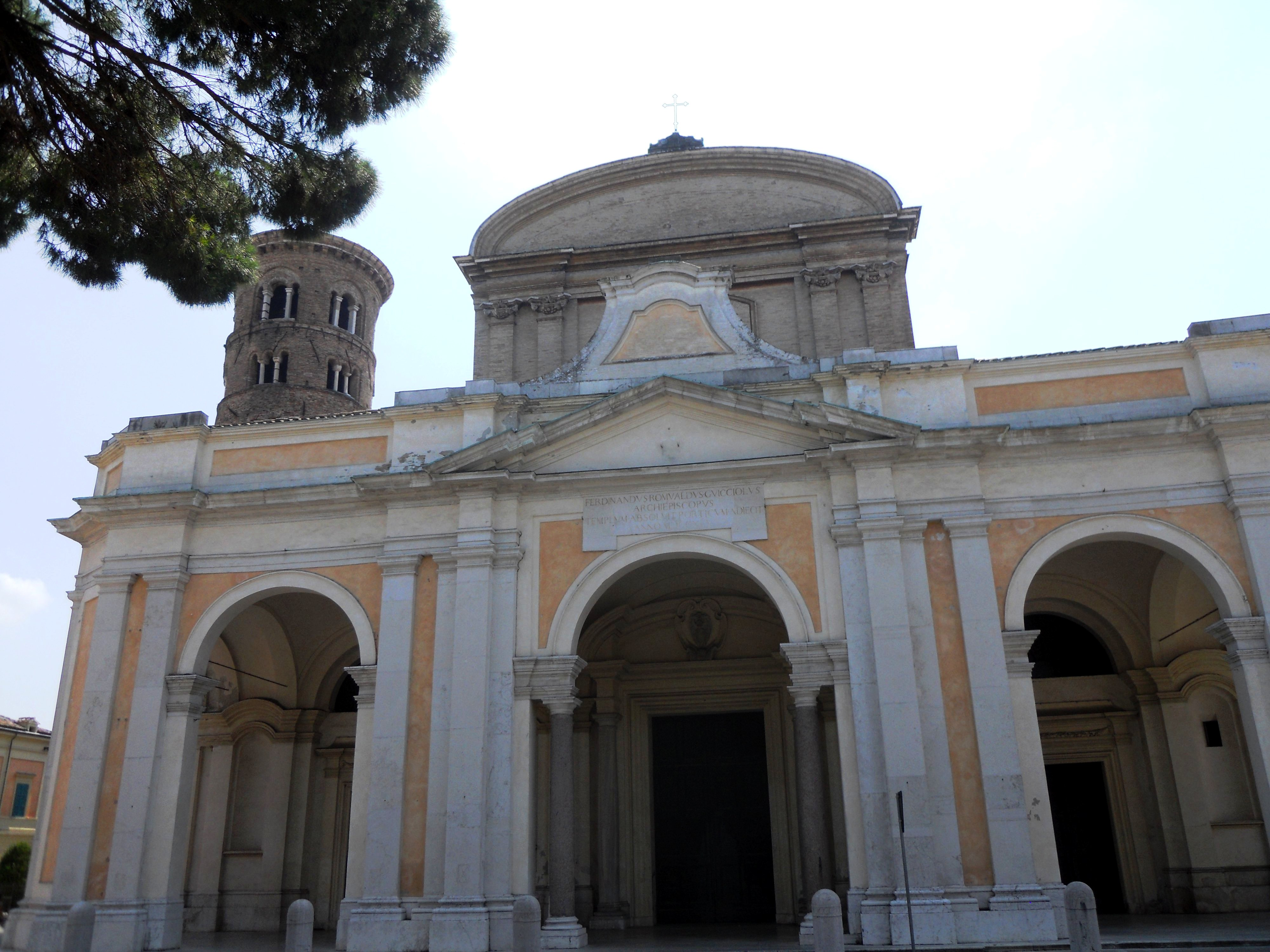
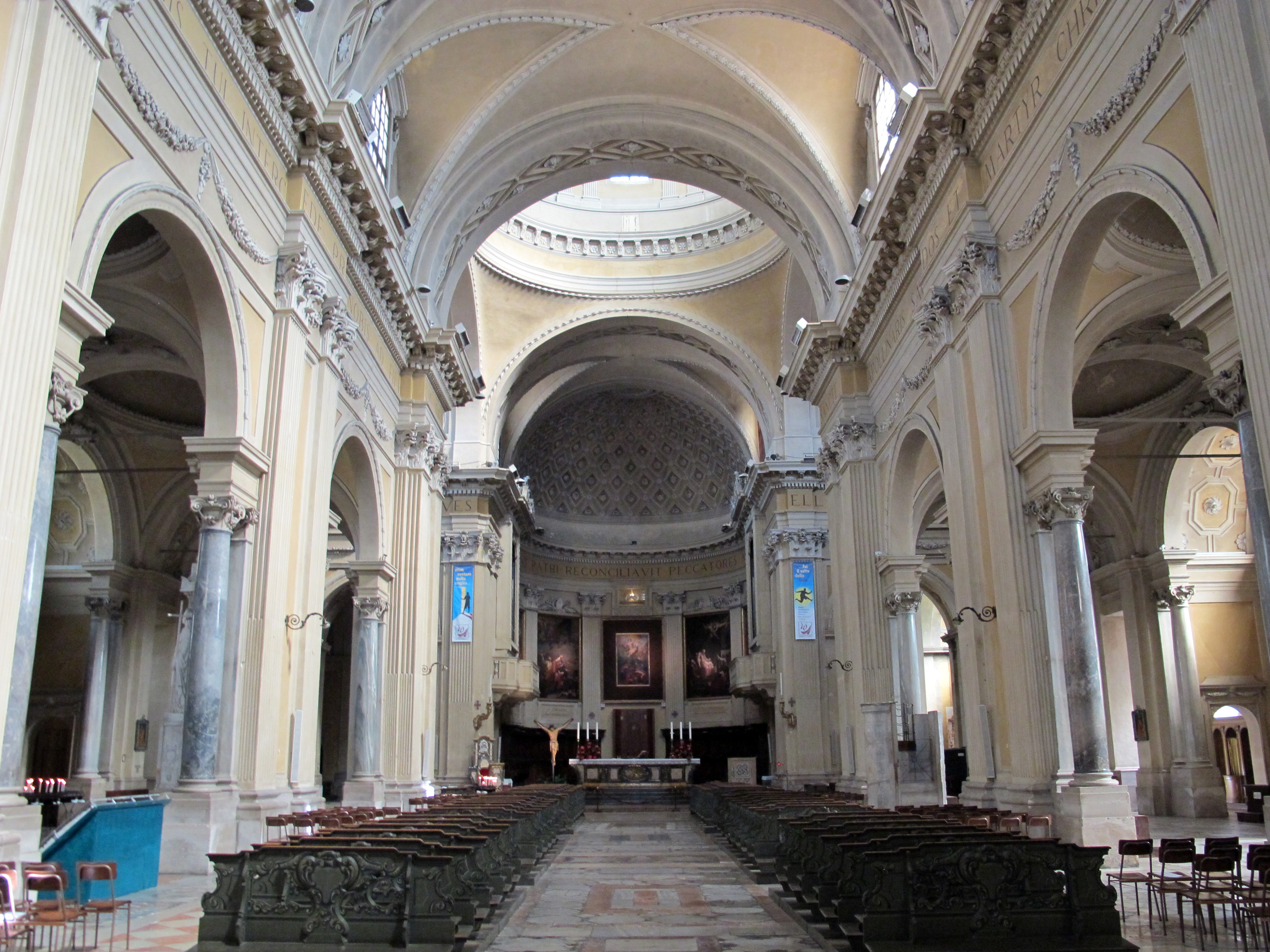
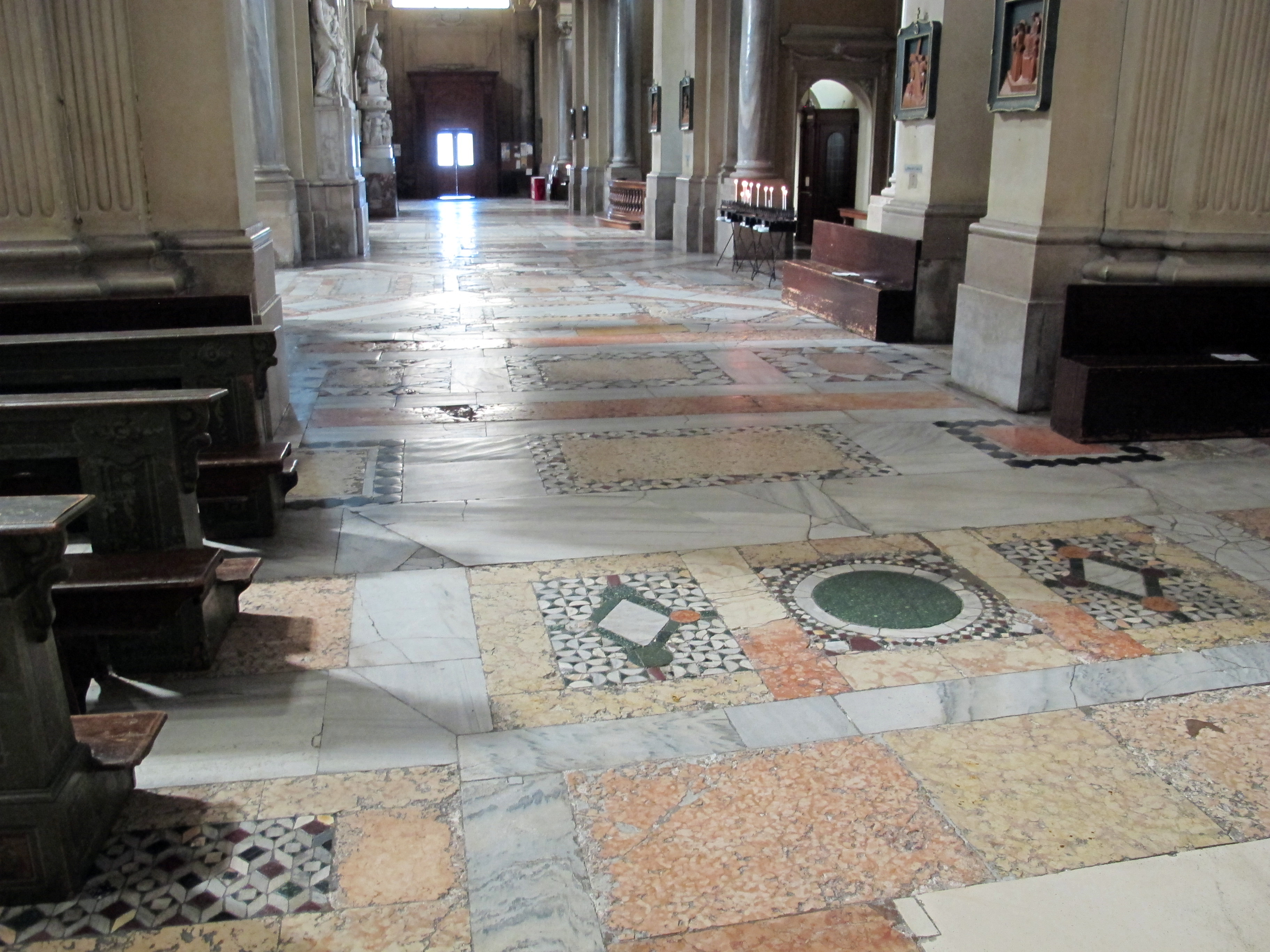
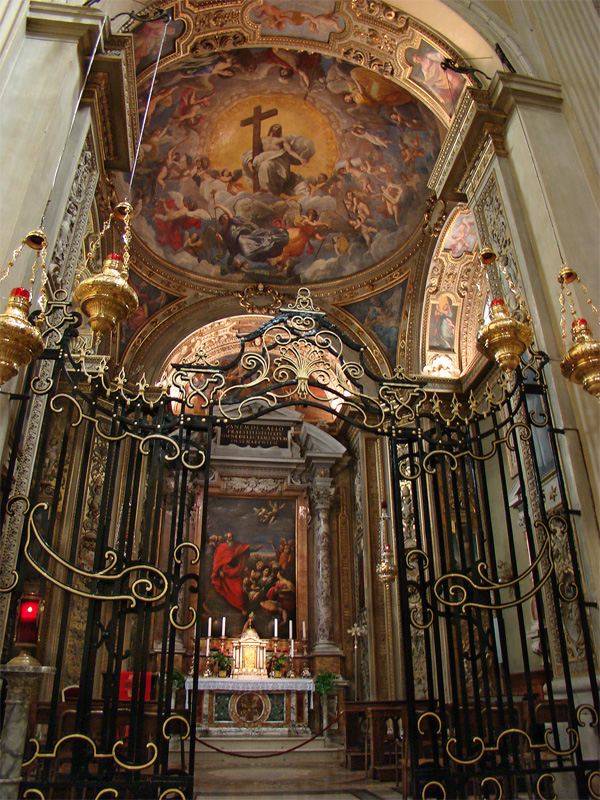
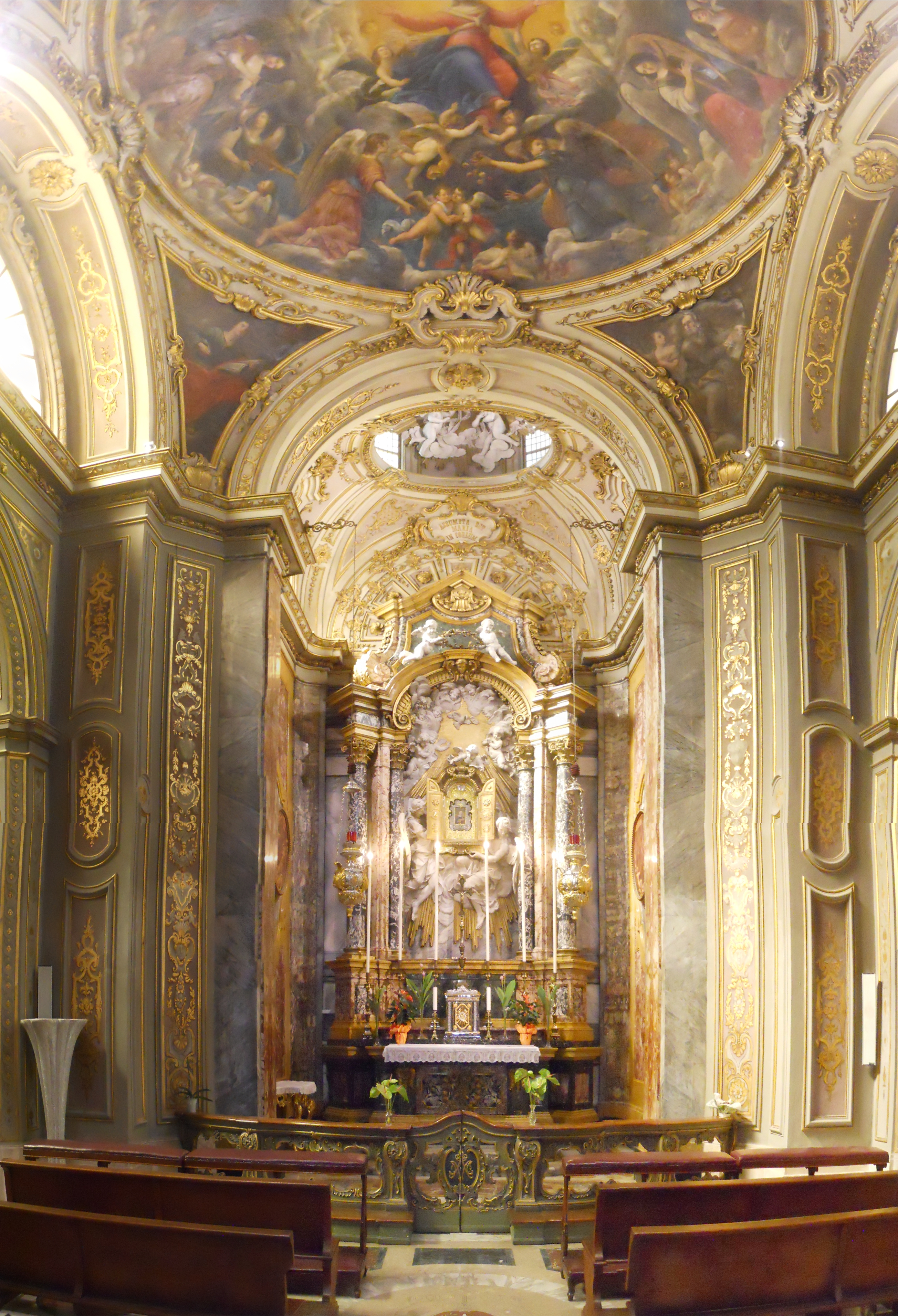
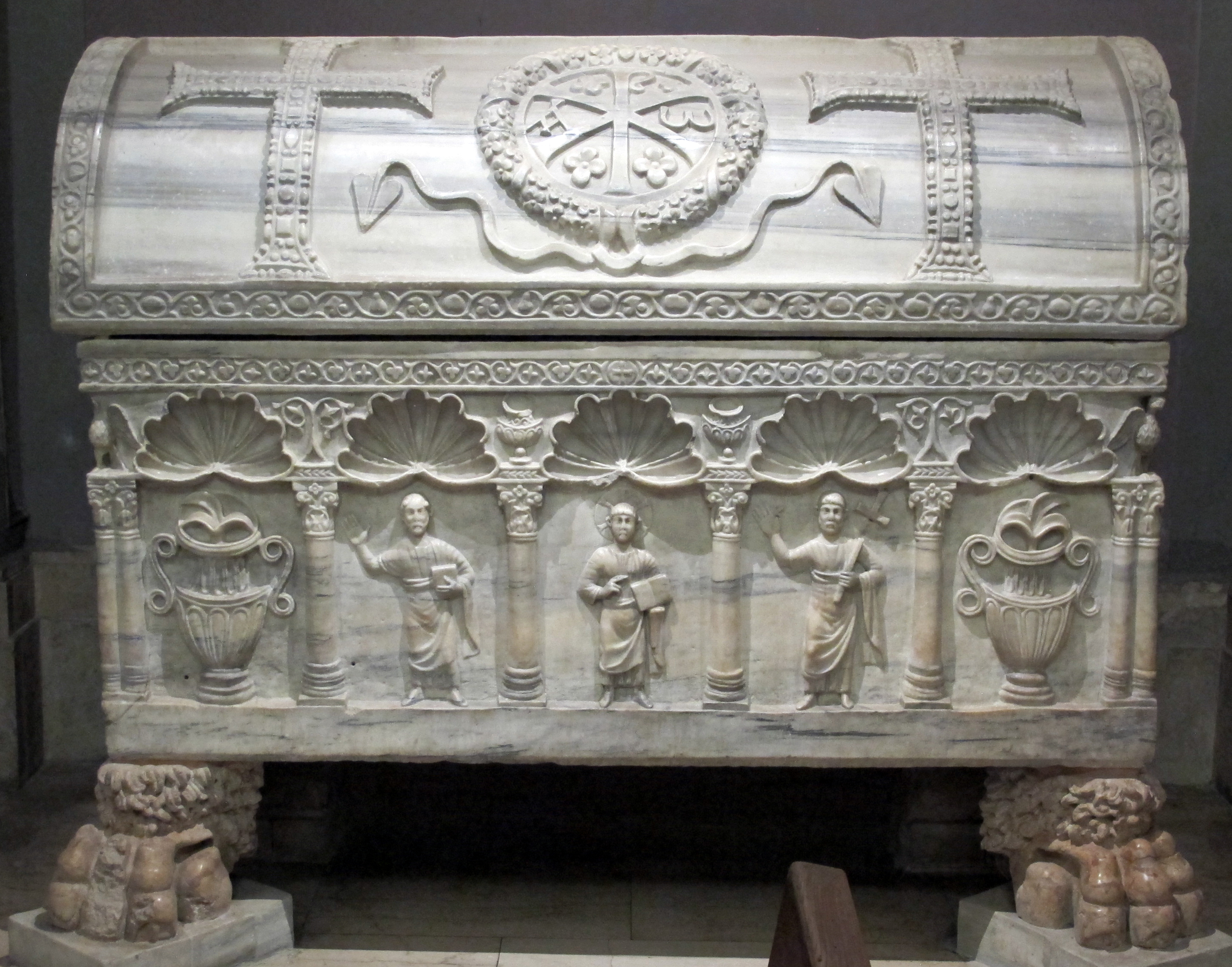
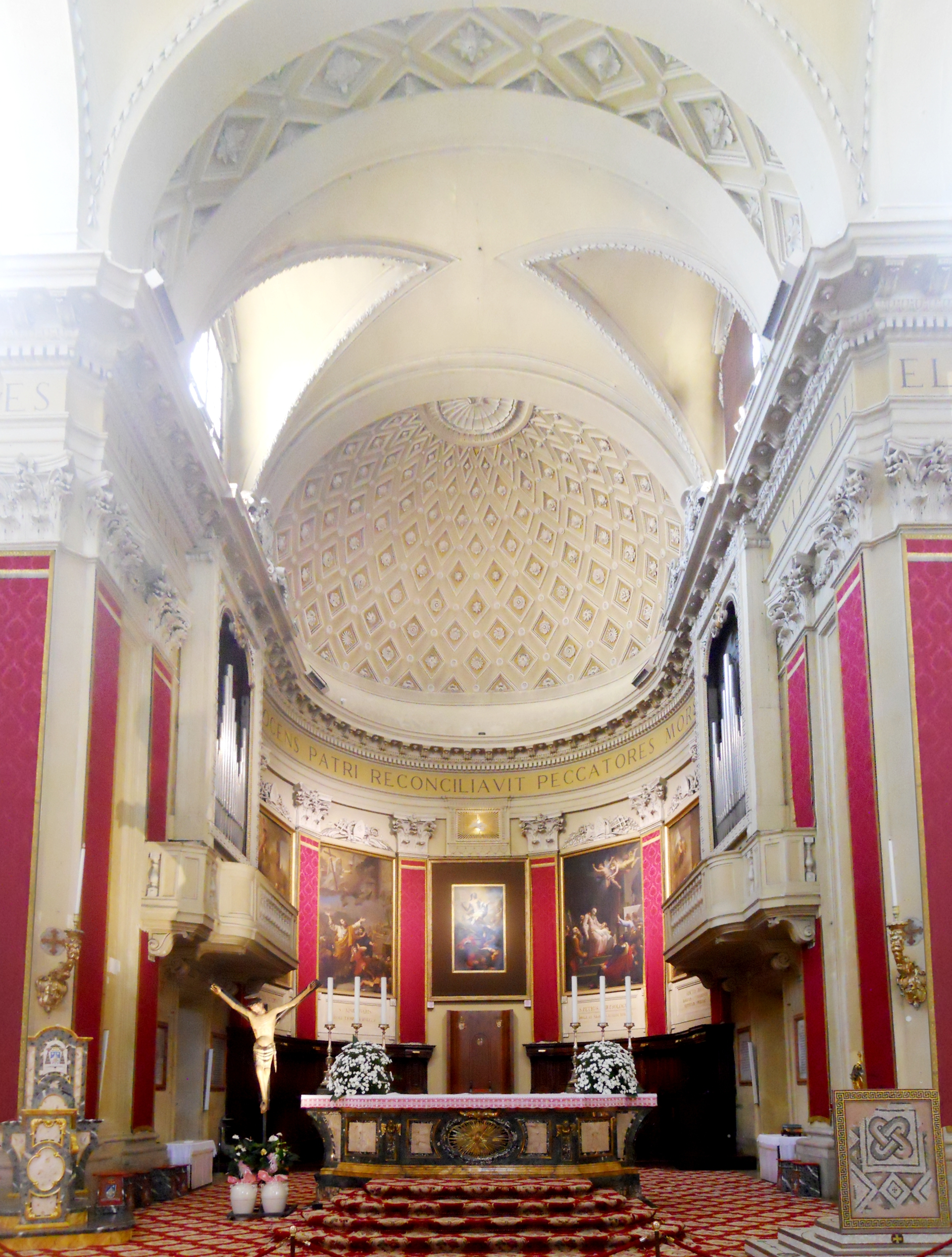
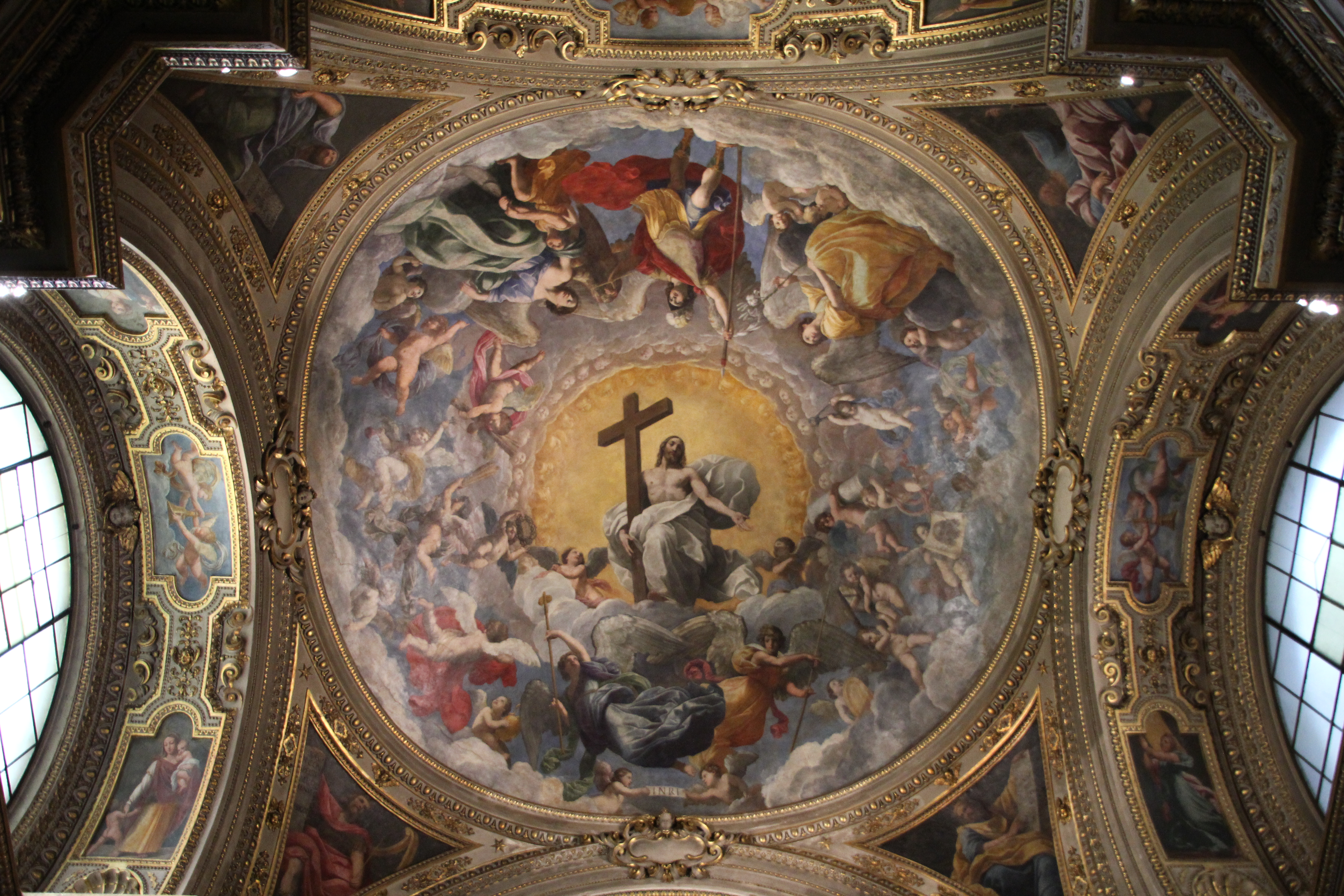
圭多·雷尼：《荣耀中的基督》，1615-1621